# Herminio Quidiello Fernández
Herminio Quidiello Fernández, conegut com a Herminio, (Lieres, Siero, 18 de novembre de 1920 - ?) fou un futbolista espanyol de la dècada de 1940.

## Trajectòria
Jugava a la posició d'extrem esquerre. Començà a destacar al CD Logroñés, on jugà durant tres temporades, mentre feia el servei militar. Va jugar dues temporades a primera divisió, una amb l'Atlético Aviación (1942-43, 3 partits disputats) i una amb l'Hèrcules CF (13 partits i dos gols, la temporada 1945-46). La temporada 1946-47 fou fitxat pel FC Barcelona, on va disputar 8 partits amistosos, marcant un gol, sense arribar a jugar cap partit oficial. Els seus darrers anys els visqué als clubs Maestranza Aérea de Logroño, CE Eldenc i Villena CF.